# Hugo Hernández
Hugo Hernández (* 28. Mai 1949 oder 1950 in Mexiko-Stadt; † 2. April 2022 in Monterrey) war ein mexikanischer Fußballtrainer, der 1993 mit den Rayados de Monterrey sowohl die Recopa CONCACAF gewann als auch die Finalspiele um die mexikanische Fußballmeisterschaft erreichte.

## Trainertätigkeiten
Seinen ersten Vertrag als Cheftrainer einer Erstligamannschaft erhielt Hernández für die zweite Saisonhälfte 1992/93 beim CF Monterrey. Sein Debüt gab er im Auswärtsspiel am 3. Januar 1993 bei dem in seiner Geburtsstadt beheimateten Club Universidad Nacional, das 0:3 verloren wurde. Bis zum Ende der Punktspielrunde erzielte die Mannschaft unter seiner Regie aus 18 Spielen fünf Siege, sieben Remis und sechs Niederlagen und erreichte die Spiele um die Liguilla. In der Meisterschaftsendrunde setzten die Rayados sich gegen die Tecos de la UAG und den Club América durch und erreichten die Finalspiele gegen Atlante, die mit 0:1 und 0:3 verloren wurden. Wenige Wochen später gewann Hernández mit seiner Mannschaft die Recopa CONCACAF 1993, einen nur kurzzeitig bestehenden Wettbewerb der Pokalsieger aus den Mitgliedsstaaten der CONCACAF.
Seine Trainertätigkeit in Monterrey begann mit einem Spiel in seiner Geburtsstadt (0:3 gegen die Pumas im Estadio Olímpico Universitario) und endete auch dort. Nachdem sich die von ihm trainierten Rayados am 9. Februar 1994 im Aztekenstadion vom seinerzeit noch in der Hauptstadt beheimateten Club Necaxa mit 0:7 überrollen ließen, wurde er fristlos entlassen. Die Mannschaft war zuletzt in acht aufeinander folgenden Spielen ohne Sieg geblieben, hatte vor dem 0:7 allerdings sieben Remis in Folge erzielt. Insgesamt erzielte die Mannschaft in den ersten 29 Spielen der Saison 1993/94 unter der Regie von Hugo Hernández acht Siege, elf Remis und zehn Niederlagen.
Seither arbeitete Hernández meistens als Co-Trainer, wie zum Beispiel 2010 beim Club León.
Die Rolle des Cheftrainers nahm er nur noch dreimal ein: für fünf Spiele im Sommer 2000 bei Chivas Guadalajara (ein Remis und vier Niederlagen), für vier Spiele im Sommer 2001 bei den UNAM Pumas (zwei Remis und zwei Niederlagen) sowie für neun Spiele im Sommer 2006 bei Monarcas Morelia (drei Siege, ein Remis und fünf Niederlagen).

## Erfolge
- CONCACAF Cup Winners’ Cup: 1993
- Mexikanischer Vizemeister: 1992/93